# استان یامبول
استان یامبول (به بلغاری: Област Ямбол) یکی از استان‌های کشور بلغارستان است.

## شهرستان‌های استان یامبول
1. Boljarovo
2. Elhovo
3. Jambol
4. Straldza
5. Tundza